# Fantastica întâlnire din zori
Fantastica întâlnire din zori este o antologie de povestiri științifico-fantastice traduse de Viorica Vizante. A apărut la Editura Junimea (din Iași) în 1975 în colecția „Fantomas”.

## Cuprins
- Arthur C. Clarke – Fantastica întâlnire din zori (Encounter in the Dawn, 1953)
- Isaac Asimov – Simțul cel tăinuit (The Secret Sense, 1941)
- H. G. Wells – Omul care putea să facă minuni  (The Man Who Could Work Miracles, 1898)
- Oscar Wilde – Fantoma din Canterville (The Canterville Ghost, 1887)
- Charles Allston Collins – Povestea unei crime (To Be Taken with a Grain of Salt, 1865)
- Charles Dickens – Omul de la semnal (The Signalman, 1866)
- Joseph Sheridan Le Fanu – Ceaiul verde (Green Tea, 1869)
- Robert Louis Stevenson – Markheim (Markheim, 1885)
- H. G. Wells – Povestea răposatului domn Elvesham (The Story of the Late Mr. Elvesham, 1896)
- Wilkie Collins – Un pat teribil de ciudat (A Terribly Strange Bed, 1852)
- Edward Bulwer-Lytton – Stafiile și cei bântuiți de stafii (The Haunted and the Haunters; or, The House and the Brain, 1859)
- Arthur Conan Doyle - Marea experiență din Keinplatz (The Great Keinplatz Experiment, 1885)